# Centro Tarapacá
El Centro Tarapacá fue un club de fútbol, perteneciente al Cercado de Lima, de la Provincia de Lima, del Perú. Este club fue fundado alrededor de 1909. Participó en la Liga Peruana en 1917 y 1918.

## Historia
El Centro Tarapacá se fundó alrededor de 1909, en el Cercado de Lima. Fue formado por  las migraciones de tarapaqueños peruanos, a la ciudad de Lima, entre los años 1907 al 1909 y 1911 al 1912. Comenzó practicando el fútbol con equipos de la capital limeña y posteriormente con equipos del Callao. 
El 27 de febrero de 1912, nace la Liga Peruana de Fútbol. El club participa en las primeras reuniones de delegados, sin embargo decide no afiliarse. Luego, Centro Tarapacá juega por pocos años en campeonatos organizado por Federación Deportiva Nacional. Principalmente formado por equipos limeños. Posteriormente, se afilia a la Liga Peruana en 1916 en la Segunda División (llamada División Intermedia). Logra la promoción a la primera división. 
Existió otro club, con nombre muy similar, de la Provincia Constitucional del Callao, fundado años después que el primero. Llamado Sportivo Tarapacá, que junto a otros clubes chalacos hicieron caso omiso a la invitación a la Liga Peruana de Fútbol. Entonces, en esa época para poder diferenciarlo, al de Lima se le denominó como Tarapacá N°1 y al del Callao, como Tarapacá N°2.[cita requerida] A su vez, Sportivo Tarapacá fue precursor del nacimiento de la Liga del Callao, que no se concretó inicialmente. 
En el campeonato de 1917, el club logra posicionarse en el cuarto puesto de la liga. Al año siguiente, logra la tercera posición. Se enfrentó a clubes importantes del momento como: Sport Alianza, Juan Bielovucic, Unión Miraflores, Jorge Chávez N.º 1, Unión Perú, Atlético Peruano, Sport José Gálvez entre otros.   
Para la temporada de 1919, el club decide no participar, por ende desciende a la División Intermedia y permanece allí por varios años. Para la temporada de 1925, el Sportivo Tarapacá (de Lima) se retira del campeonato y desciende a la Segunda División Liga Provincial de Lima (equivalente a la tercera división). Pierde su patrocinio y retorna a su denominación inicial: Club Centro Tarapacá.   
Finalmente después de pocos años, el club desaparece.

## Datos del club
- Temporadas en Primera División: 02 (1917 al  1918).
- Temporadas en División Intermedia: 07 (1916, 1919 al 1924)

## Evolución Indumentaria

##### Centro Tarapacá/Sportivo Tarapacá 1909 al 1929
| Titular 1 | Titular 2 | Titular 3 | Titular 4 | Titular 5 | Titular 6 | Titular 7 | Titular 8 | Titular 9 |  |

## Nota de Clubes No Relacionados
- En esa época para poder diferenciar a un club chalaco y a otro limeño con el mismo nombre, se le indacaba como N°1 (para Lima) y N°2 (para el Callao).
- La misma empresa ferroviaria patronica al Tarapacá N°2, muchos años después.

### Club Asociación Deportiva Tarapacá
- En 1922, se funda Asociación Deportiva Tarapacá del Cercado de Lima. Fue otro equipo fundado por inmigrantes y descendientes de  Tarapaqueños que residen de Lima. El club se afilia en la tercera división provincial de Lima. En 1930, fue asignado en la cuarta serie de la tercera división. Se mantuvo hasta 1933, donde logró ascender a la segunda división. Para 1934, el club logra ascender y participar en la División Intermerdia por varios años. Entre las anécdotas jugó contra el Centro Deportivo Municipal empatando 1-1, en la cancha deportiva Las Fressas, en 1935.

- El club participó por algunos años en la división intermedia y la segunda división hasta su desaparición. Este club, es totalmente diferente al Sportivo Tarapacá Ferrocarril y al Centro Tarapacá. Sin embargo, al club se le considera coloquialmente como sucesor del Club Centro Tarapacá.

#### Uniforme Asociación Deportiva Tarapacá
| Titular 1 | Titular 2 | Alternativo |  |

- Datos: Q62005819